# اهوبالا اگراهارا
اهوبالا اگراهارا (به انگلیسی: Ahobala Agrahara) یک منطقهٔ مسکونی در هند است که در کارناتاکا واقع شده‌است.